# Loch Luichart
Loch Luichart är en sjö i Storbritannien.   Den ligger i kommunen Highland och riksdelen Skottland, i den norra delen av landet, 700 km norr om huvudstaden London. Loch Luichart ligger 97 meter över havet. Omgivningarna runt Loch Luichart är i huvudsak ett öppet busklandskap.